# Siri Wigger
Siri Wigger (ur. 9 kwietnia 2003 r.) – szwajcarska biegaczka narciarska, zawodniczka klubu Am Bachtel.

## Kariera
Po raz pierwszy na arenie międzynarodowej pojawiła się w 29 marca 2019 roku, podczas zawodów juniorskich w szwajcarskiej miejscowości Engelberg, gdzie wygrała zawody w sprincie stylem klasycznym.
W Pucharze Świata jeszcze nie zadebiutowała.

## Osiągnięcia

### Mistrzostwa świata juniorów
| Miejsce | Dzień     | Rok  | Miejscowość    | Konkurencja                          | Czas biegu  | Strata      | Zwyciężczyni            |
| ------- | --------- | ---- | -------------- | ------------------------------------ | ----------- | ----------- | ----------------------- |
| 3.      | 29 lutego | 2020 | Oberwiesenthal | Sprint stylem dowolnym               | 2:33,41 min | +1,07 s     | Louise Lindström        |
| 11.     | 2 marca   | 2020 | Oberwiesenthal | 5 km stylem klasycznym               | 13:49,1 min | +49,5 s     | Helene Marie Fossesholm |
| 3.      | 4 marca   | 2020 | Oberwiesenthal | 15 km stylem dowolnym (start masowy) | 35:55,6 min | +1:10,6 min | Helene Marie Fossesholm |
| 1.      | 6 marca   | 2020 | Oberwiesenthal | bieg sztafetowy 4×3,3 km             | 35:08,6 min | —           | —                       |

### Igrzyska olimpijskie młodzieży
| Miejsce | Dzień       | Rok  | Miejscowość             | Konkurencja            | Czas biegu  | Strata  | Zwyciężczyni    |
| ------- | ----------- | ---- | ----------------------- | ---------------------- | ----------- | ------- | --------------- |
| 1.      | 18 stycznia | 2020 | Lozanna/ Vallée de Joux | Cross                  | 4:39,95 min | —       | —               |
| 1.      | 19 stycznia | 2020 | Lozanna/ Vallée de Joux | Sprint stylem dowolnym | 2:46,40 min | —       | —               |
| 2.      | 21 stycznia | 2020 | Lozanna/ Vallée de Joux | 5 km stylem klasycznym | 14:15,7 min | +12,7 s | Märta Rosenberg |